# Monique van Vooren
Monique van Vooren (Brüsszel, Belgium, 1927. március 25. – New York-Manhattan, 2020. január 25.) belgiumi születésű amerikai színésznő, táncosnő.

## Filmográfia

### Film
- Holnap már késő (Tomorrow Is Too Late) (1950)
- Tarzan és az ördögi nő (Tarzan and the She-Devil) (1953)
- Série noire (1955)
- Ça va barder (1955)
- Tízezer hálószoba (Ten Thousand Bedrooms) (1957)
- Gigi (1958)
- Happy Anniversary (1959)
- Rettenthetetlen Frank (Fearless Frank) (1967)
- Dekameron (Il Decameron) (1971)
- Sugar Cookies (1973)
- Ash Wednesday (1973)
- Test Frankensteinnek (Andy Warhol's Frankenstein) (1973)
- Tőzsdecápák (Wall Street) (1987)
- Greystone Park (2012)

### Televízió
- Producers' Showcase (1957, egy epizódban)
- Sunday Showcase (1959, két epizódban)
- The United States Steel Hour (1959, 1963, két epizódban)
- The DuPont Show of the Month (1961, egy epizódban)
- The Trials of O'Brien (1965, egy epizódban)
- Batman (1968, két epizódban)